# Линия M2 (Бухарестский метрополитен)
Линия M2 — вторая линия метро Бухареста, открытая 24 января 1986 года. Длина линии — 20,28 км.

## История
Строительство первой линии началось в 1980-х годах, в период индустриального развития страны. В городе остро стояла проблема общественного транспорта: автобусы ходили редко и были сильно переполненными. Поэтому было решено проложить вторую линию метро в направлении север-юг.

## Подвижной состав
Линию обслуживают поезда производства компании CAF.